# مایرا رامیرز
مایرا رامیرز (انگلیسی: Mayra Ramírez؛ زادهٔ ۲۳ مارس ۱۹۹۹) بازیکن فوتبال اهل کلمبیا است.
وی همچنین در تیم ملی فوتبال کلمبیا بازی کرده‌است.
وی در مسابقات کشوری و بین‌المللی در مجموع برندهٔ ۱ مدال طلا شده‌است.